# أبو الحسن الهكاري
أبو الحسن علي بن محمد القرشي الهاشمي الهكاري الحارثي (ولد سنة 409 هـ حوالي 1018 م في بلدة هكار بمدينة الموصل - توفي في 1 محرم 486 هـ الموافق 1 شباط 1093 م في بلدة هنكار ببغداد) كان صوفيًا مسلمًا اشتهر أيضًا بأنه أحد أكثر العلماء المسلمين تأثيرًا وفيلسوف وعالم دين وفقيه في عصره، وكان صوفيًا ومقره في هنكار.

## السيرة
تلقى تعليمه على يد والده إذ كان رجلًا مُطلعًا على الأسرار الخفية وكان معروفًا بكراماته. وكان يصوم ثلاثة أيام متتابعة ويختم القرآن الكريم بين العشاءين والتهجد. وكان مواظبًا على العبادة ليلًا ونهارًا. كان لديه عادة ممارسة التمارين الدينية والترانيم المفرطة. سافر إلى العديد من البلدان للحصول على المعرفة الدينية. ومن إمارة صقلية الإسلامية إلى الأندلس إلى الحرمين، كما أنه سكن القدس وجاور المسجد الأقصى، وغيرها، فالتقى بالعديد من العلماء والمشايخ الذين بدأ يتلقى عليهم الفقه والمحدثين الذين حفظ عنهم عن ظهر قلب. حتى أنه التقى بالشيخ أبي الليلة المصري واستمع منه للحديث. والتقي حافظي القرآن الكريم والمحدثين والقراء الذين لهم سند من الرواة يصلوا للنبي محمد. تلقى تعليمه الظاهري والباطني على يد أبرز علماء عصره وأكثرهم تأثيرًا. حتى أنه نال نعمة روحية من بايزيد البسطامي. وبعد فترة عاد إلى وطنه. وحصل من الناس على الكثير من الاحترام، ونال الشهرة. حصل على لقب شيخ الإسلام بسبب معرفته الدينية وحسن تصرفه الذي لا مثيل له في ذلك الوقت. لقد استفاد منه عدد لا يحصى من الباحثين عن الله لأنه كان عارفًا كاملًا. كان إمام الشريعة والطريقة في عصره. ولبس خرقة الخلافة من محمد يوسف أبو الفرح الطرطوسي قطب ذلك العصر. تعتبر الفترة ما بين القرنين التاسع والخامس عشر العصر الذهبي للفلسفة العربية والإسلامية حسب موسوعة ستانفورد للفلسفة، وفي زمن الهكاري كانت في قمتها، وقد لعبَ دورًا مهمًّا فيها حيث كان من أوائل الصوفيين الذين أدخلوا المنطق إلى المدرسة الفلسفية الإسلامية [الإنجليزية].

## النسب
أبو الحسن هكاري بن الشيخ أحمد محمد هكاري بن الشيخ محمد جعفر محمود هكاري بن الشيخ يوسف بن الشيخ جعفر عرف محمد بن عمر بن عبد الوهاب بن أبي سفيان بن الحارث بن عبد المطلب بن هاشم بن عبد مناف بن قصي. انتشر نسله فيما بعد إلى ولاية بهاولبور، وأزالاه، وجهانغ، وجوجرانوالا، وسيالكوت، وفيصل آباد، ولاهور، ورحيم يار خان، إلخ.

### مفاخر الأجداد
انتقل التراث الروحي إلى أبي الحسن الهكاري من خلال سلسلة الجنيد البغدادي مما يجعله من السلالة الروحية النبي محمد وعلي بن أبي طالب بالترتيب التالي:
1. محمد
2. علي بن أبي طالب
3. الحسن البصري
4. حبيب العجمي
5. داود تاي
6. معروف كرخي
7. سري ساقتي
8. جنيد بغدادي
9. أبو بكر الشبلي
10. عبد العزيز بن حارس بن أسد التميمي اليمني
11. أبو الفضل عبد الواحد اليمني التميمي
12. محمد يوسف أبو الفرح الطرطوسي
13. أبو الحسن علي بن محمد قريشي الهنكاري

المرشد عبد القادر الجيلاني وأبو سعيد مبارك المخزومي قضيا 18 سنة في خدمة أبو الحسن الهنكاري وقادا سلسلة التصوف من بعده.

## الطلاب
كان أبو سعيد مبارك المخزومي الخليفة الصوفي الأكبر بينما كان طاهر بن أبي الحسن الهكاري الخليفة الصوفي الأصغر).

## التأثير
لقد أثر أبو الحسن الهكاري على كثير من العلماء والباحثين الإسلاميين على حد سواء، وكان لمعظمهم اسم بارز في التاريخ مثل:
1. حجة الإسلام الإمام محمد الغزالي الطوسي (505 هـ / 1111 م)[17]
2. حافظ الدارقطني
3. سرتاج نهيان بن جاني
4. سرتاج بلفار بديع
5. قدوري شيخ الحنفية (ت 428هـ)
6. ابن سينا (427هـ)[18]
7. الإمام البيهقي[19][20]
8. وعبد القاهر الجرجاني (ت 471هـ)
9. الشيخ أبو الحسن الخرقاني[21]

## الوفاة
تُوفي في 1محرم سنة 486 هـ، الموافق غرة شباط سنة 1093 م في عهد الخلافة العباسية. مقامه في قرية هنكار ببغداد.

## قراءة إضافية
- ذكر حسن العلامة غلام دستغير
- الدار المنزم في مناقب غاوس الأعظم
- تذكرة مشايخ قدرية ريزفيا

## طالع أيضًا
- الشيخ عبد القادر الجيلاني
- محمد يوسف أبو الفرح الطرطوسي
- مير سيد علي حمداني
- السلطان باهو
- العصر الذهبي الإسلامي